# 아라곤 국왕
아라곤 국왕(스페인어: Rey de Aragón 레이 데 아라곤[*], 카탈루냐어: Rei d'Aragó 레이 다라고, 아라곤어: Rei d'Aragón 레이 다라곤)은 아라곤 왕국의 군주다.

## 히메네스 왕조
- 레미로 1세(1035-1063)
- 산초 라미리스(1063–1094)
- 페로 1세(1094-1104)
- 알폰소 1세(1104-1134)
- 레미로 2세(1134-1137)
- 페이로넬라(1137-1162)
  - 섭정 라몬 베렝가르 4세, 바르셀로나 백작이자 페이로넬라의 부군.

## 바르셀로나 가
- 알리폰소 2세 시인왕(1162-1196)
- 페로 2세 가톨릭왕(1196-1213)
- 차이메 1세 정복왕 또는 숙녀들의 남성(1214-1276)
- 페로 3세(1276–1285)
- 알리폰소 3세(1285-1291)
- 차이메 2세 공정왕(1291–1327)
- 알리폰소 4세(1327-1336)
- 페로 4세 예식왕(1336–1387)
- 추안 1세 엽사왕(1387-1396)
- 마르틴 1세(1396-1410), 시칠리아 왕 마르티노 2세(1409-1410)

## 공위기
1410년에 마르틴 1세가 사망한 이후 2년동안 공위기였다. 공위기는 1412년에 끝난다.
이때 아라곤 국왕 선거에 출마한 사람들은 다음과 같다.
- 루나 백작이자 시칠리아의 마르티노 1세의 사생아 파드리케
- 우르헬 백작이자 아라곤의 알폰소 4세의 증손자 하이메
- 하이메 2세의 손자이자 간디아의 공작인 알폰소
- 칼라브리아 공작이자 아라곤의 후안 1세의 외손자 루이 3세 당주 공작
- 아라곤의 페드로 4세의 외손자이자 카스티야의 왕자인 페르난도 데 트라스타마라

이 중 페르난도 왕자가 1412년 총 9표 중 6표를 받고 당선된다.

## 트라스타마라 가
- 페르난도 1세(1412년–1416년)
- 알폰소 5세(1416년–1458년)
- 후안 2세(1458년–1479년)
- 페르난도 2세(1479년–1516년), (카스티야-레온 왕 (페르난도 5세)(1474년 - 1516년), 상 나바라의 왕 (페르난도 1세)(1474-1504)과 시칠리아 왕(페르디난도 1세(1474-1516), 나폴리왕(페르디난도 1세)(1504-1516) 겸임.)
- 후아나(1516년–1555년),(카스티야-레온 여왕(부군 펠리페 1세와 공동왕), 시칠리아 왕(조반니) 과 나폴리왕(조반니) 겸임.)

## 합스부르크 가
- 카를로스 1세(1516–1554)(카스티야-레온 왕, 시칠리아 왕, 나폴리 왕, 황제(1519-1558) 및 독일왕(1519-1558)과 이탈리아왕(1519-1558) 겸임.)

## 부르봉 가
- 펠리페 4세

## 합스부르크 가
- 카를로스 3세

## 같이 보기
- 아스투리아스 국왕
- 카스티야의 군주 목록
- 레온 국왕
- 나바라 국왕
- 스페인 국왕 목록